# John Kerr (7e marquis de Lothian)
Pour les articles homonymes, voir John Kerr.
John William Robert Kerr, 7e marquis de Lothian (1er février 1794 - 14 novembre 1841), appelé Lord Newbottle jusqu'en 1815 et comte d'Ancram de 1815 à 1824, est un homme politique conservateur écossais. Il sert brièvement en tant que capitaine des gardes de Robert Peel entre septembre et novembre 1841.

## Biographie
Il est le fils aîné de William Kerr (6e marquis de Lothian) et sa première épouse, Lady Harriet, fille de John Hobart (2e comte de Buckinghamshire). Appelé Lord Newbottle à sa naissance, il est connu par le titre de courtoisie comte d'Ancram lorsque son père accède au marquisat en 1815.
Lord Ancram entre à la Chambre des communes en 1820 en tant que l'un des deux représentants de Huntingdon, poste qu'il occupe jusqu'à ce qu'il succède à son père au marquisat de 1824. En septembre 1841, il est admis au Conseil privé et nommé capitaine des Yeomen de la Garde sous l'administration conservatrice de Robert Peel, poste qu'il occupe jusqu'à sa mort prématurée en novembre de la même année. Il est également Lord Lieutenant du Roxburghshire entre 1824 et 1841.

## Famille
Il épouse Lady Cecil Chetwynd-Talbot, fille de Charles Chetwynd-Talbot (2e comte Talbot) en 1831. Ils ont cinq fils et deux filles. Leurs deux fils aînés, William et Schomberg Kerr (9e marquis de Lothian) ont tous deux porté le titre. Leur troisième fils, Lord Ralph Kerr, devient Major général de l'armée et père de Philip Kerr, 11e marquis de Lothian, tandis que leur quatrième fils, Lord Walter Kerr (amiral), devient un amiral de la Royal Navy et le grand-père de Peter Kerr (12e marquis de Lothian) et arrière grand-père de Michael Ancram. Il décède en novembre 1841, à l'âge de 47 ans. Après sa mort, la marquise se convertit au catholicisme romain avec ses deux fils cadets, Lord Ralph Kerr et Lord Walter Kerr, et ses filles. En conséquence, les 8e et 9e marquis sont élevés dans l'église de leur père, mais leurs frères et sœurs plus jeunes sont élevés comme catholiques. Lord Ralph Kerr épouse une Fitzalan-Howard. La marquise de Lothian meurt en mai 1877, à l'âge de 69 ans .